# ヘラ (通報艦)
| 写真は「ヘラ」。 | |
| 艦歴             | |
| 発注             | ブレーメン造船所                                                                                     |
| 起工             | 1893年                                                                                               |
| 進水             | 1895年3月28日                                                                                        |
| 就役             | 1896年5月3日                                                                                         |
| 退役             | 1914年                                                                                               |
| その後           | |
| 性能諸元         | |
| 排水量           | 常備：2,049トン 満載：-トン                                                                          |
| 全長             | 105.0m -m(水線長)                                                                                    |
| 全幅             | 11.0m                                                                                                |
| 吃水             | 4.64m                                                                                                |
| 機関             | 形式不明石炭専焼円缶16基 +レシプロ機関2基2軸推進                                                     |
| 最大 出力        | 6,000hp                                                                                              |
| 最大 速力        | 20.0ノット                                                                                           |
| 航続 距離        | 12ノット/3,000海里                                                                                   |
| 燃料             | 石炭：-トン（満載）                                                                                  |
| 乗員             | 178名                                                                                                |
| 兵装             | クルップ 1907年型 8.8cm（35口径）単装砲4基 クルップ 5cm（40口径）単装砲6基 45cm水中魚雷発射管単装3基 |
| 装甲             | 甲板：25mm（主甲板） 司令塔：30mm                                                                    |

ヘラ (ドイツ語:SMS Hela) は、1912年に就役したドイツ海軍の通報艦である。艦名は北欧神話の女神であるヘルに因む。

## 艦歴
1893年起工。1895年3月28日進水。1896年5月3日就役。

### 第一次世界大戦
第一次世界大戦が始まると、ヘラは沿岸哨戒の外縁部を構成する水雷艇部隊の支援部隊に割り当てられた。ヘラは巡洋艦シュテッテンとともにヘルゴラント島北東に位置していた。それらの部隊は1914年8月28日に優勢なイギリス海軍部隊の攻撃を受けた（ヘルゴラント・バイト海戦）。戦闘の報告が届くと、ヘラも戦闘に加わるため東へ向かった。しかし、イギリス軍がヘルゴラント島から離れ南西へ撤退しはじめているとの報告があったため、ヘラは元の場所に戻った。
それから2週間後の1914年9月13日、ヘラはヘルゴラント島南西でマックス・ホートン少佐が指揮するイギリス潜水艦E9の攻撃を受けた。その時ヘラは訓練中であった。浮上後ヘラを発見したE9はすぐに潜航し2本の魚雷を発射した。15分後、E9は潜望鏡深度まで浮上し、沈没しつつあるヘラを確認した。それから15分でヘラは沈没した。乗組員のうち2名を除く全員がU-18(英語版)と別のドイツ艦によって救助された。
ヘラは戦争中最初にイギリス潜水艦により撃沈されたドイツの艦船であった。ヘラ沈没後、ドイツ軍艦艇はバルト海で訓練を行うようになった。